# Domony
Domony är en ort (by) i provinsen Pest i norra Ungern. Orten har 2 212 invånare (2024), på en yta av 21,80 km². Den ligger cirka 34,5 kilometer nordost om centrala Budapest.